# Rally de Australia de 2016
El Rally de Australia de 2016, oficialmente 25. Kennards Hire Rally Australia 2016, fue la vigesimoquinta edición y la decimotecera ronda de la temporada 2016 del Campeonato Mundial de Rally. Se celebró del 17 al 20 de noviembre y contó con un itinerario de 23 tramos sobre tierra que sumaron un total de 283.36 km cronometrados. Fue también la decimotercera ronda de los campeonatos WRC 2 y WRC 3.
Andreas Mikkelsen se quedó con la victoria con un tiempo de 2:46:05.7 dejando por detrás a Ogier a 14.9s y a Neuville a más de un minuto.

## Resultados

### Etapas especiales
| Día   | Tramo | Nombre                          | Distancia | Ganador de la etapa                          | Coche                                 | Tiempo  | Líder de la general |
| ----- | ----- | ------------------------------- | --------- | -------------------------------------------- | ------------------------------------- | ------- | ------------------- |
| Día 1 | SS1   | Utungun 1                       | 7.88 km   | Andreas Mikkelsen                            | Volkswagen Polo R WRC                 | 4:55.9  | Andreas Mikkelsen   |
| Día 1 | SS2   | Bakers Creek 1                  | 16.75 km  | Hayden Paddon                                | Hyundai i20 WRC                       | 10:05.5 | Hayden Paddon       |
| Día 1 | SS3   | Northbank 1                     | 8.42 km   | Andreas Mikkelsen                            | Volkswagen Polo R WRC                 | 5:49.3  | Andreas Mikkelsen   |
| Día 1 | SS4   | Newry16 1                       | 10.49 km  | Andreas Mikkelsen                            | Volkswagen Polo R WRC                 | 6:22.6  | Andreas Mikkelsen   |
| Día 1 | SS5   | Raceway SSS 1                   | 1.37 km   | Thierry Neuville Andreas Mikkelsen           | Hyundai i20 WRC Volkswagen Polo R WRC | 1:17.6  | Andreas Mikkelsen   |
| Día 1 | SS6   | Utungun 2                       | 7.88 km   | Andreas Mikkelsen                            | Volkswagen Polo R WRC                 | 4:50.5  | Andreas Mikkelsen   |
| Día 1 | SS7   | Bakers Creek 2                  | 16.75 km  | Thierry Neuville                             | Hyundai i20 WRC                       | 9:48.8  | Andreas Mikkelsen   |
| Día 1 | SS8   | Northbank 2                     | 8.42 km   | Sébastien Ogier                              | Volkswagen Polo R WRC                 | 5:37.5  | Andreas Mikkelsen   |
| Día 1 | SS9   | Newry16 2                       | 10.49 km  | Sébastien Ogier                              | Volkswagen Polo R WRC                 | 6:13.8  | Andreas Mikkelsen   |
| Día 1 | SS10  | Coffs SSS 1                     | 1.27 km   | Sébastien Ogier                              | Volkswagen Polo R WRC                 | 1:02.4  | Andreas Mikkelsen   |
| Día 1 | SS11  | Coffs SSS 2                     | 1.27 km   | Sébastien Ogier                              | Volkswagen Polo R WRC                 | 1:02.0  | Andreas Mikkelsen   |
| Día 2 | SS12  | Nambucca 1                      | 50.80 km  | Hayden Paddon                                | Hyundai i20 WRC                       | 28:38.6 | Andreas Mikkelsen   |
| Día 2 | SS13  | Valla16 1                       | 14.84 km  | Jari-Matti Latvala                           | Volkswagen Polo R WRC                 | 8:37.1  | Andreas Mikkelsen   |
| Día 2 | SS14  | Raceway SSS 2                   | 1.37 km   | Sébastien Ogier Andreas Mikkelsen Dani Sordo | Volkswagen Polo R WRC Hyundai i20 WRC | 1:16.8  | Andreas Mikkelsen   |
| Día 2 | SS15  | Nambucca 2                      | 50.80 km  | Jari-Matti Latvala                           | Volkswagen Polo R WRC                 | 28:07.0 | Andreas Mikkelsen   |
| Día 2 | SS16  | Valla16 2                       | 14.84 km  | Thierry Neuville                             | Hyundai i20 WRC                       | 8:31.5  | Andreas Mikkelsen   |
| Día 2 | SS17  | Coffs SSS 3                     | 1.27 km   | Sébastien Ogier                              | Volkswagen Polo R WRC                 | 1:01.7  | Andreas Mikkelsen   |
| Día 2 | SS18  | Coffs SSS 4                     | 1.27 km   | Andreas Mikkelsen                            | Volkswagen Polo R WRC                 | 1:01.3  | Andreas Mikkelsen   |
| Día 3 | SS19  | Settles Reverse 1               | 6.20 km   | Andreas Mikkelsen                            | Volkswagen Polo R WRC                 | 3:06.5  | Andreas Mikkelsen   |
| Día 3 | SS20  | Bucca16                         | 31.90 km  | Andreas Mikkelsen                            | Volkswagen Polo R WRC                 | 17:22.5 | Andreas Mikkelsen   |
| Día 3 | SS21  | Wedding Bells16 1               | 6.44 km   | Andreas Mikkelsen                            | Volkswagen Polo R WRC                 | 3:40.8  | Andreas Mikkelsen   |
| Día 3 | SS22  | Settles Reverse 2               | 6.20 km   | Sébastien Ogier                              | Volkswagen Polo R WRC                 | 3:05.1  | Andreas Mikkelsen   |
| Día 3 | SS23  | Wedding Bells16 2 (Power Stage) | 6.44 km   | Sébastien Ogier                              | Volkswagen Polo R WRC                 | 3:36.8  | Andreas Mikkelsen   |

### Power Stage
El power stage al igual que en las anteriores carreras fue la última etapa del rally y tuvo un recorrido total de 6.44 km.
| Pos | Piloto           | Coche                 | Tiempo | Dif. | Pts |
| --- | ---------------- | --------------------- | ------ | ---- | --- |
| 1   | Sébastien Ogier  | Volkswagen Polo R WRC | 3:36.8 | 0.0  | 3   |
| 2   | Thierry Neuville | Hyundai i20 WRC       | 3:38.0 | +1.2 | 2   |
| 3   | Dani Sordo       | Hyundai i20 WRC       | 3:39.5 | +2.7 | 1   |

### Clasificación final
| Pos.                  | No.                   | Piloto                | Copiloto              | Equipo                   | Coche                 | Tiempo                | Diferencia            | Puntos                |                       |
| Clasificación General | Clasificación General | Clasificación General | Clasificación General | Clasificación General    | Clasificación General | Clasificación General | Clasificación General | Clasificación General | Clasificación General |
| --------------------- | --------------------- | --------------------- | --------------------- | ------------------------ | --------------------- | --------------------- | --------------------- | --------------------- | --------------------- |
| 1                     | 9                     | Andreas Mikkelsen     | Anders Jæger          | Volkswagen Motorsport II | Volkswagen Polo R WRC | 2:46:05.7             | 0.0                   | 25                    |                       |
| 2                     | 1                     | Sébastien Ogier       | Julien Ingrassia      | Volkswagen Motorsport    | Volkswagen Polo R WRC | 2:46:20.6             | +14.9                 | 21                    |                       |
| 3                     | 3                     | Thierry Neuville      | Nicolas Gilsoul       | Hyundai Motorsport       | Hyundai i20 WRC       | 2:47:18.3             | +1:12.6               | 17                    |                       |
| 4                     | 4                     | Hayden Paddon         | John Kennard          | Hyundai Motorsport       | Hyundai i20 WRC       | 2:47:32.4             | +1:26.7               | 12                    |                       |
| 5                     | 20                    | Dani Sordo            | Marc Martí            | Hyundai Motorsport N     | Hyundai i20 WRC       | 2:47:34.0             | +1:28.3               | 11                    |                       |
| 6                     | 5                     | Mads Østberg          | Ola Fløene            | M-Sport World Rally Team | Ford Fiesta RS WRC    | 2:47:47.2             | +1:41.5               | 8                     |                       |
| 7                     | 12                    | Ott Tänak             | Raigo Mõlder          | DMACK World Rally Team   | Ford Fiesta RS WRC    | 2:49:10.0             | +3:04.3               | 6                     |                       |
| 8                     | 31                    | Esapekka Lappi        | Janne Ferm            | Škoda Motorsport         | Škoda Fabia R5        | 2:53:38.0             | +7:32.3               | 4                     |                       |
| 9                     | 2                     | Jari-Matti Latvala    | Miikka Anttila        | Volkswagen Motorsport    | Volkswagen Polo R WRC | 2:54:02.6             | +7:56.9               | 2                     |                       |
| 10                    | 37                    | Lorenzo Bertelli      | Simone Scattolin      | FWRT s.r.l.              | Ford Fiesta RS WRC    | 2:54:05.8             | +8:00.1               | 1                     |                       |